# Balls to the Wall
Balls to the Wall é o quinto álbum de estúdio da banda alemã de heavy metal Accept, lançado em Dezembro de 1983. É o álbum da banda com maior sucesso comercial, vendendo a nível mundial mais de 2 milhões de cópias. O crítico de música Martin Popoff afirma que este disco foi um dos melhores álbuns de metal dos anos 80.
| Críticas profissionais | Críticas profissionais |
| Avaliações da crítica  | Avaliações da crítica  |
| Fonte                  | Avaliação              |
| ---------------------- | ---------------------- |
| Allmusic               | [ 3 ]                  |
| Martin Popoff          | [ 4 ]                  |
| Sputnikmusic           | [ 5 ]                  |
| The Metal Crypt        | [ 6 ]                  |

## Faixas
Letras escritas por Accept e Deaffy. Músicas compostas por Accept.
| N.º | Título                             | Duração |  |
| 1.  | "Balls to the Wall"                | 5:50    |  |
| 2.  | "London Leatherboys"               | 3:57    |  |
| 3.  | "Fight It Back"                    | 3:30    |  |
| 4.  | "Head over Heels"                  | 4:19    |  |
| 5.  | "Losing More Than You've Ever Had" | 5:04    |  |
| 6.  | "Love Child"                       | 3:35    |  |
| 7.  | "Turn Me On"                       | 5:12    |  |
| 8.  | "Losers and Winners"               | 4:19    |  |
| 9.  | "Guardian of the Night"            | 4:25    |  |
| 10. | "Winter Dreams"                    | 4:45    |  |

## Formação
- Udo Dirkschneider - vocal
- Herman Frank - guitarra
- Wolf Hoffmann - guitarra
- Peter Baltes - baixo
- Stefan Kaufmann - bateria

## Desempenho nas paradas musicais
| Ano  | Parada                        | Posição |
| ---- | ----------------------------- | ------- |
| 1983 | Swedish Albums Chart          | 10      |
| 1983 | German Albums Chart           | 59      |
| 1984 | RPM100 Albums (Canada)        | 43      |
| 1984 | Billboard 200 (North America) | 74      |

## Certificações
| País           | Organização | Ano  | Vendas           |
| Estados Unidos | RIAA        | 1990 | Ouro (+ 500,000) |
| Canadá         | CRIA        | 1985 | Ouro (+ 50,000)  |